# 53P/ван Бисбрука
Комета ван Бисбрука (53P/Van Biesbroeck) — короткопериодическая комета из семейства Юпитера, которая была открыта 1 сентября 1954 года американским астрономом Жоржем Ван Бисбруком на фотопластинке с 16-минутной экспозицией, полученной с 24-дюймового рефлектора Йеркской обсерватории. Комета была обнаружена случайно во время неудачной попытки найти ранее утерянный астероид 1953GG. Она была описана как диффузный объект 14,5 m звёздной величины с центральной конденсацией 8 угловых секунд в поперечнике. В дальнейшем комета была обнаружена и на 5 последующих снимках — 10, 11, 12, 13 и 15 декабря, что позволило Элизабет Рёмер вычислить эллиптическую орбиту кометы, а также дату перигелия 4 августа 1958 и орбитальный период 11,18 года. 2 февраля Рёмер также смогла наблюдать комету, яркость которой на тот момент упала до 18 m. Комета обладает периодом обращения вокруг Солнца — чуть более 12,5 года.
- Орбита кометы ван Бисбрука и её положение в Солнечной системе

## История наблюдений
Первые варианты орбит были рассчитана Юджином Рабе (обсерватория Цинциннати, штат Огайо, США). Он использовал для расчётов три позиции, полученные с 1 по 7 сентября, и рассчитал как параболическую, так и эллиптическую орбиты, которые были опубликованы 22 сентября 1954 года. Согласно расчётам комета должна двигаться по орбите с датой прохождения перигелия 1 января 1954 года и орбитальным периодом 7,78 года. Лиланд Каннингем опубликовал улучшенную орбиту 15 октября, которая уже включала наблюдения вплоть до 30 сентября. Эти расчёты сдвинули дату перигелия на 11 февраля и увеличили период до 14,1 года.
Каннингем отметил, что комета имеет MOID относительно Юпитера всего 0,009 а. е. (1,3 млн км) и вследствие этого может претерпевать значительные возмущения со стороны Юпитера и Сатурна, но за время наблюдений столь тесных сближений ни с одной из планет не происходило.
Предполагается, что комета ван Бисбрука и комета 42P/Неуймина являются остатками большей кометы, развалившейся в марте 1845 года.
Следующее возвращение кометы ожидается 24 декабря 2028 года, во время него она должна достигнуть яркости 14,0 m видимой величины.